# Brzegi (Dobra)
Brzegi – część wsi Dobra w Polsce, położona w województwie małopolskim, w powiecie limanowskim, w gminie Dobra.
W latach 1975–1998 Brzegi administracyjnie należały do województwa nowosądeckiego.